# Церква Преподобного Симеона Дивногорця (Дрезден)
Церква Святого преподобного Симеона Дивногорця (нім. Russisch-Orthodoxe Kirche des Heiligen Simeon vom wunderbaren Berge) — православний храм у Дрездені (район «Південне передмістя»).
Храм належить до Східного благочиння Берлінської і Німецької єпархії Російської православної церкви. Настоятель — протоієрей Георгій Давидов. Парафія налічує близько 1000 парафіян російської, грецької, болгарської та інших національностей.

## Історія

### Перші храми
Перша згадка про домову церкву в Дрездені відноситься до періоду 1813—1814 років, коли в місті розташовувалася резиденція російського генерал-губернатора Саксонії князя Рєпніна-Волконського. Храм містився в одному із залів палацу Брюля. Незабаром був закритий.
Друга домашня православна церква була обладнана у палаці принца Максиміліана на Острааллее.
У 1861 році за бажанням російської громади, яка налічувала 358 членів, була влаштована домова парафіяльна церква в приватному будинку на Сідонієнштрассе (нім. Sidonienstrasse). У 1862 році церква була освячена на честь Входу Господнього в Єрусалим. Церковний хор складався з чотирьох співаків Дрезденської опери.
У 1864 році громада переселилася в будинок на Бойстштрассе (нім. Beuststrasse), 4.
Членами дрезденської православної громади в різний час були багато видатних діячів Росії. Парафіянами церкви деякий час були М. А. Бакунін і І. С. Тургенев. В 1863 році в церкві був хрещений П. А. Столипін, який народився в Дрездені, а в 1870 році — дочка Ф. М. Достоєвського Любов.
У 1872 році будівля, в якій містився храм, перейшла до нового власника, який не побажав у своєму будинку мати православну церкву. Лише з великими труднощами російська громада умовила його продовжити контракт на два роки.

### Сучасний храм
У той же час російський підданий А. Ф. Вольнер пожертвував необхідну для побудови церкви ділянку землі в 17,6 ар в одній з кращих частин міста на Райхенбахштрассе (нім. Reichenbachstrasse), а член Будівельного комітету храму Д. І. Образцов купив в останнього ще 4 ара землі за дарованою ділянкою.
Проект храму, закладеного 25 квітня (7 травня) 1872 року, з усіма малюнками зовнішніх і внутрішніх прикрас був складений безоплатно архітектором Г. Ю. фон Боссе, тогочасним жителем Дрездена. У будівництві також брав участь Карл Вайсбах.
Незабаром після початку будівництва надійшло повідомлення Саксонського міністерства духовних справ, що «воно не обмежує свободи православного богослужіння і визнає знову створену будівлю православним храмом». Загальна вартість будівництва оцінювалася у 520 тисяч рейхсмарок. Приблизно чверть цієї суми склали пожертви, три чверті вніс статський радник Семен Семенович Вікулін. Найбільшими жертводавцями були також великі княгині Олена Павлівна, Марія Миколаївна, Олександра Йосипівна; королева Ольга Миколаївна, герцогиня Марія Олександрівна; великі князі Володимир, Олексій, Сергій і Павло Олександровичі; царевич Олександр Олександрович.
24 травня (5 червня) 1874 року протоієрей Михайло Раєвський у співслужінні російського закордонного духовенства освятив церкву на честь святого Симеона Дивногорця.
23 лютого 1874 року Саксонський уряд дарував російській православній церкві права і переваги, надані місцевим церквам, і визнав її установою Pia Causa. Але 1 січня 1876 року статус храму змінився — Дрезденська церква була приписана до місії.
У 1897—1898 роках був проведений капітальний ремонт церкви: виправлено духове опалення, стіни знову пофарбовані восковою фарбою, що давало можливість їх мити, іконостас вичищений і відполірований, вікна замінені кольоровими, по місцях зроблена позолота. Зовні деякі камені, вивітрені від часу, були замінені новими; дах і куполи пофарбовані і позолочені хрести з ланцюгами.
Композитор С. В. Рахманінов, який жив у Дрездені три зимових сезони (1906—1909 роки), зробив велике пожертвування на пристрій газового опалення церкви, який до цього часу перебуває в робочому стані.
З 1902 по 1906 рік і з 1911 року до Дрезденської церкви був приписаний Марієнбадський храм; з 1911 року до храму була приписана і Франценсбадська церква.
У період з 1914 по 1921 рік у зв'язку з Першою світовою війною церква була закрита. Підставою для цього стало побоювання уряду, що «оскільки богослужіння, які проводяться російською мовою неможливо в достатній мірі проконтролювати, не відомо, чи проводяться вони в антигерманському дусі і за перемогу російської зброї» (з пояснення поліцейського відомства Дрездена від 30 березня 1915 року).
У 1921 році, на основі державного рішення, церква була передана громаді, яка підкорялася Синоду архієреїв у вигнанні. В 1927—1930 роках храм знаходився в юрисдикції Керуючої російськими парафіями в Західній Європі Руської православної церкви.
Для допомоги біженцям та іншим нужденним у 1924 році було створено сестринство святої Марфи. Була належним чином облаштована і відкрита для читачів наявна в церкві бібліотека.
В кінці 1930-х років Міністерство у справах культів, культури і освіти здійснювало сильний натиск на дрезденську громаду з метою спонукати її перейти з ведення Московського Патріархату під юрисдикцію Російської православної церкви за кордоном. Незважаючи на протести громади на основі підписаного Адольфом Гітлером 25 лютого 1938 року закону та постанови до нього від 5 травня 1939 року прихід з усім його майном був переданий Берлінській і Німецькій єпархії Руської православної церкви за кордоном.
Після передачі храму багато членів громади заявили про свій вихід з неї. Серед них був відомий філософ професор Ф. А. Степун.
Під час Другої світової війни була заборонена пасхальна хресна хода. Під час бомбардування 13 лютого 1945 року церква дивом вистояла, але їй було нанесено значні ушкодження (сильно постраждала дзвіниця). При цьому в храмі продовжували проводити богослужіння.
Влітку 1945 року церква знову перейшла в Західноєвропейський Екзархат Російської православної церкви.
Храм реставрувався в 1948—1952 роках і в 1960-ті роки. З 1995 року в церкві ведуться відновлювальні роботи.
Згодом, після об'єднання Німеччини, зміна юрисдикцій спровокувала судові розгляди, що притихли лише в травні 2007 року після возз'єднання Російської православної церкви.

## Архітектура, оздоблення

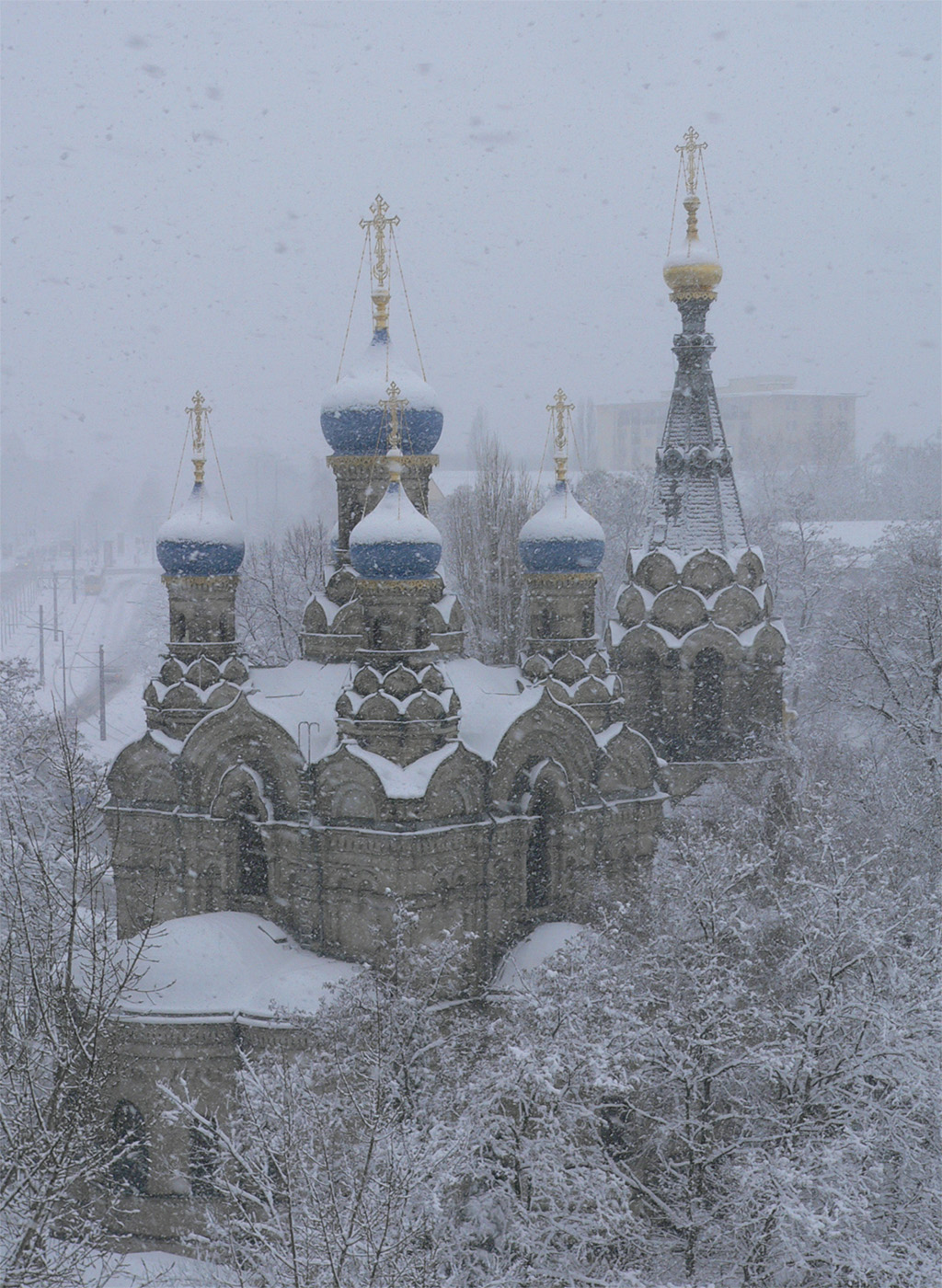
Вид на храм з боку вівтарної апсиди. Грудень 2005

Дрезденський храм є витонченим вираженням російсько-візантійського стилю.
В основу храму покладений видовжений чотирикутник, перерізаний галереєю, яка становить собою поперечне коліно рівностороннього грецького хреста. Над серединою цього хреста підноситься головний корпус, увінчаний п'ятьма блакитними головами.
Над західною частиною знаходиться дзвіниця (40 м), що закінчується пірамідальним восьмигранним верхом.
Храм прикрашений різним орнаментом (кокошниками, арками, пілястрами). Стіни храму викладені з тесаного тюрингського піщанику.
На стінах храму є дві пам'ятні дошки, одна з яких — храмозданна, а інша в пам'ять відвідання храму 16 (28) червня 1875 року імператором Олександром II.
Спочатку внутрішнє оздоблення храму не було завершено через брак коштів.
Двоярусний іконостас і решітка солеї виконані з каррарського мармуру. 13 ікон для іконостасу написав місцевий художник Джеймс Маршалл.
Серед ікон і начиння виділяються:
- Запрестольний образ Вознесіння Господнього, написаний на склі в людський зріст.
- Хрест і образ Воскресіння Христового. Дар єрусалимського патріарха Никодима. Образ написаний на дошці з попередньої дубової кувуклії над Гробом Господнім з часткою Живоносного гробу.
- Дві ікони святителя Миколи Чудотворця та святої рівноапостольної княгині Ольги, дар М. Н. Журавльова. Ікони зроблені в 1899 році за міркою (висотою більше 1½ метрів) для двох стін на правій і лівій стороні церкви, які з самого початку призначені для ікон, але до тих пір залишалися порожніми.

Внизу під церквою були влаштовані бібліотека і квартира для сторожа, нині — парафіяльний зал, квартира для сторожа і котельня.
Нижній, Нікольський боковий вівтар, був освячений 20 лютого 1964 року.